# Ahmad Awad ibn Mubarak
Ahmad Awad ibn Mubarak (ur. w 1968 w Adenie) – jemeński polityk, premier Jemenu w latach 2024–2025.
Był uczestnikiem rozmów na rzecz narodowego dialogu. Sprawował także funkcję szefa administracji prezydenta Abda Rabbuha Mansura Hadiego. Po dymisji rządu Muhammada Basindawy, co miało miejsce 21 września 2014, prezydent Hadi ogłosił go kandydatem na nowego szefa rządu. 7 października 2014 Mubarak został oficjalnie powołany na to stanowisko. Dwa dni później, 9 października 2014 Ahmad Awad ibn Mubarak oficjalnie złożył na ręce prezydenta swoją rezygnację z misji tworzenia gabinetu, na którą miały wpływ zapowiedzi masowych protestów przeciwko polityce władz.
5 lutego 2024 objął funkcję premiera Jemenu. Sprawował ją do 3 maja 2025, motywując  swoją rezygnację niemożnością korzystania z pełni swoich uprawnień.